# Levi Cash
Levi Cash (Estados Unidos, 28 de febrero de 1979) es un actor estadounidense de la industria pornografíca.

## Premios y nominaciones
| Año  | Ceremonia | Resultar | Premio                                  | Trabajar                         |
| ---- | --------- | -------- | --------------------------------------- | -------------------------------- |
| 2011 | AVN Award | Nominado | Best Three-Way Sex Scene, Girl/Girl/Boy | Beach Patrol                     |
| 2011 | AVN Award | Nominado | Best Group Sex Scene                    | The Breakfast Club: A XXX Parody |